# Státní svátky Československa
Toto je seznam státních svátků, dnů pracovního klidu, významných a památných dnů v Československu v různých obdobích.

## Státní svátky
Zákon č. 65/1925 Sb. z. a n. znal pouze pojem svátky. Zákon č. 248/1946 Sb. z. a n. pracuje s pojmem státně uznávané svátky s výjimkou 28. října, jakožto státního svátku i památného dne.
| Datum        | Název                                                                         | Platnost                                         | Poznámka |
| ------------ | ----------------------------------------------------------------------------- | ------------------------------------------------ | -------- |
| 1. ledna     | Nový rok                                                                      | 1925 – 1951                                      |          |
| 6. ledna     | Svátek tří králů                                                              | 1925 – 1951                                      |          |
| proměnlivé   | Velký pátek                                                                   | 1946 – 1951                                      |          |
| proměnlivé   | Pondělí velikonoční                                                           | 1939 – 1946, opět 1948 – 1951                    |          |
| proměnlivé   | Nanebevstoupení Páně                                                          | 1925 – 1951                                      |          |
| proměnlivé   | Pondělí svatodušní                                                            | 1939 – 1946, opět 1948 – 1951                    |          |
| 8. května    | Den osvobození od fašismu                                                     | od roku 1991                                     |          |
| 9. května    | Výročí osvobození Československa Sovětskou armádou, Den osvobození od fašismu | 1951 – 1991                                      |          |
| proměnlivé   | Božího Těla                                                                   | 1925 – 1951                                      |          |
| 29. června   | Svatých apoštolů Petra a Pavla                                                | 1925 – 1951                                      |          |
| 5. července  | Den slovanských věrozvěstů Cyrila a Metoděje                                  | od roku 1990                                     |          |
| 15. srpna    | Nanebevzetí Panny Marie                                                       | od roku 1925 – 1951                              |          |
| 28. října    | Den vzniku samostatného československého státu                                | 1919 – 1939, opět 1946 – 1951, opět od roku 1988 |          |
| 1. listopadu | Všech svatých                                                                 | 1925 – 1951                                      |          |
| 8. prosince  | Neposkvrněného početí Panny Marie                                             | 1925 – 1951                                      |          |
| 25. prosince | Hod Boží vánoční                                                              | 1925 – 1951                                      |          |
| 26. prosince | Druhý svátek vánoční                                                          | 1939 – 1951                                      |          |

## Dny pracovního klidu
Pojem dny pracovního klidu zavedl zákon č. 93/1951 Sb.
| Datum        | Název                | Platnost     | Poznámka |
| ------------ | -------------------- | ------------ | -------- |
| 1. ledna     | Nový rok             | od roku 1951 |          |
| proměnlivé   | Pondělí velikonoční  | od roku 1951 |          |
| 1. května    | Svátek práce         | od roku 1951 |          |
| 28. října    | Den znárodnění       | 1951 – 1975  |          |
| 24. prosince | Štědrý den           | od roku 1990 |          |
| 25. prosince | První svátek vánoční | od roku 1951 |          |
| 26. prosince | Druhý svátek vánoční | od roku 1951 |          |

## Významné dny
Pojem významné dny zavedl zákon č. 93/1951 Sb.
| Datum         | Název                                     | Platnost     | Poznámka                                       |
| ------------- | ----------------------------------------- | ------------ | ---------------------------------------------- |
| 25. února     |                                           | 1951 – 1990  | Únor 1948                                      |
| 5. května     |                                           | od roku 1990 | Pražské povstání                               |
| 29. srpna     | Slovenské národní povstání                | od roku 1951 |                                                |
| 28. října     |                                           | 1975 – 1988  |                                                |
| 7. listopadu  | Velká říjnová socialistická revoluce      | 1951 – 1990  |                                                |
| 17. listopadu | Den boje studentů za svobodu a demokracii | od roku 1990 | Mezinárodní den studentstva, Sametová revoluce |

## Památné dny
| Datum       | Název                                                           | Platnost     | Poznámka |
| ----------- | --------------------------------------------------------------- | ------------ | -------- |
| 7. března   | Den narozenin presidenta-Osvoboditele T. G. Masaryka            | 1946 – 1951  |          |
| 1. května   | Svátek práce                                                    | 1925 – 1951  |          |
| 5. července | Slovanští věrozvěsti Cyril a Metoděj, Svatých Cyrila a Metoděje | 1925 – 1990  |          |
| 6. července | Mistra Jana Husi, Mistr Jan Hus                                 | od roku 1925 |          |
| 28. září    | Knížete sv. Václava                                             | 1925 – 1951  |          |

## Historie

### Vznik Československa
Při vzniku Československa v roce 1918 byl recepčním zákonem převzat rakousko-uherský právní řád, takže nová republika převzala stávající svátkové právo. Rakouské právo platné v českých zemích sestávalo výhradně z církevních svátků (oproti tomu právo uherské platné na Slovensku a Podkarpatské Rusi obsahovalo i svátky státní). To vadilo části politického spektra, která katolickou církev považovala za relikt Rakouska-Uherska. Proto již v březnu 1919 předložila skupina levicových poslanců Národního shromáždění, vedená Václavem Johanisem a Antonínem Hamplem návrh zákona, který měl zrušit všechny církevní svátky („Mezi takovéto zastaralé přežitky patří i tak zvané svěcení církevních zasvěcených svátků“), zavést jako národní svátky významné dny českého národa 1. květen, 6. červenec a 28. říjen a snížení počtu svátků kompenzovat zaměstnancům placenou dovolenou v délce jednoho týdne ročně. Tento návrh však neprošel.
Těsně před prvním výročím existence ČSR vláda navrhla zákonem zavést státní svátek 28. října: „Náleží tudíž tento den mezi nejvýznamnější dny v dějinách národa a státu československého, a bude zajisté vždy dne toho vzpomínáno s myslí nadšením vzrušenou.“ Při jeho schvalování ústavní a právní výbory doporučily vládě vedle tohoto zákona připravit i novou jednotnou úpravu státních a náboženských svátků. Návrh zákona včetně této rezoluce sněmovna schválila na schůzi 14. října 1919, čímž se 28. říjen stal prvním československým státním svátkem.
Jednotná úprava svátků však zůstávala v nedohlednu, do roku 1920 se žádná svátková legislativa nepřipravila. V novém Národním shromáždění skupina národně-demokratických poslanců vedená Aloisem Rašínem a Františkem Lukavským v září 1920 předložila návrh zákona, který měl zrušit všechny svátky s výjimkou 1. května, 28. října, druhého svátku vánočního, Pondělí velikonočního a pondělí svatodušního, přičemž motivací jim bylo zejména snížení počtu nepracovních dnů, tento návrh však neprošel. V červenci 1921 pak skupina národně-sociálních poslanců navrhla, aby byl státním svátkem prohlášen 6. červenec, „jako výroční den mučednické smrti Mistra Jana Husa“, téměř shodný návrh předložila v červnu 1923 skupina levicových poslanců, ani jeden z návrhů však neprošel; v dubnu 1924 navíc skupina převážně slovenských poslanců vedená Florianem Tománkem interpelovala předsedu vlády, aby vláda nevyhlašovala Husův den státním svátkem: „Že vláda hodlá ho vyhlásiť za štátny sviatok, v tom je iba dráždenie náboženského cítenia katolíkov republiky a zvlášte však Slovákov – katolíkov, ktorí ani z národného ohľadu s Husom nič spoločného nemajú.“

### Specializovaný zákon
Vládní návrh zákona o nedělích, svátcích a památných dnech republiky Československé byl předložen až v březnu 1925. Zákon zrušil veškeré stávající předpisy týkající se svátků a za svátky označil 1. leden (Obřezání Páně), 6. leden (Tři králové), Nanebevstoupení Páně, Božího Těla, 29. červen (Petr a Pavel), 15. srpen (Nanebevzetí Panny Marie), 1. listopad (Všech svatých), 8. prosinec (Početí Panny Marie) a 25. prosinec (Narození Páně). Dále pak zavedl památné dny republiky Československé, kterými byly 5. červenec (den svatých Cyrila a Metoděje), 28. září (den svatého Václava), 6. červenec (památka Mistra Jana Husi), 1. květen (Svátek práce), a zachoval 28. říjen zavedený jakožto státní svátek již předchozím zákonem. Jelikož tento návrh se projednával společně s návrhem zákona zavádějícího placenou dovolenou pro zaměstnance, probíhala o něm v parlamentu bouřlivá diskuse, po které však byl návrh schválen v podobě připravené ústavně-právním výborem. Podoba zákona však nebyla považována za finální, zejména s ohledem na chybějící Velikonoční pondělí, svatodušní pondělí a druhý svátek vánoční (svátek svatého Štěpána), u kterých se očekávalo jejich brzké znovuzavedení. Jelikož ale vláda v listopadu skončila předčasnými volbami, k novelizaci už nedošlo.
Zrušení druhých svátků velikonočních, letničních a vánočních bylo veřejností vnímáno velmi negativně a působilo značné problémy. Ve funkčním období 1925–1929 vzniklo velké množství návrhů a interpelací pro znovuzavedení těchto svátků – zpravidla vždy v období před příslušnými svátky –, ale bez úspěchu, zejména kvůli nesouhlasu vládních křesťanských stran. Vláda připravila návrh novely, která do seznamu svátků měla vložit Pondělí velikonoční, pondělí svatodušní a 26. prosinec, až v červenci 1928, návrh se však nestihl projednat před předčasnými volbami v říjnu 1929. Kritika, poslanecké návrhy a interpelace tak pokračovaly i v dalším funkčním období sněmovny, ovšem stále neúspěšně. V tomto období se také objevil návrh zásadní reformy, podle které se měl zcela opustit systém odvozený z římsko-katolických svátků a být nahrazen svátky mimocírkevními: 1. leden (Nový rok), 7. březen (narozeniny T. G. Masaryka), 28. březen (narozeniny J. A. Komenského), Pondělí velikonoční („svátek klidu a oddechu“), 1. květen (Svátek práce), pondělí o Letnicích („svátek klidu, oddechu a radosti z přírody“), 1. červen (Svátek matek a dětí), 5. červenec (Cyril a Metoděj), 6. červenec (umučení Jana Husa), 28. září (smrt knížete Václava), 11. říjen (úmrtí Jana Žižky), 28. říjen (výročí samostatnosti Československa), 1. listopad (Památka zesnulých), 24., 25., 26. prosinec (Vánoce). Ani tento návrh však podporu nezískal.
Další, opět neúspěšné návrhy na novou úpravu svátků se tedy objevovaly i v následujícím volebním období. Také se objevil (taktéž neúspěšný) návrh slovenských poslanců vedených Martinem Sokolem, aby byl státním svátkem prohlášen 30. říjen jako výročí Martinské deklarace. Postupně se však schylovalo k dalekosáhlejším změnám: Mnichovskou dohodou a odstoupením Sudet skončila První republika a 1. října 1938 tak vznikla Druhá republika. Již o čtrnáct dní později vydala vláda nařízení, kterým se státní svátek 28. října 1938, který měl oslavovat dvacáté výročí vzniku Československa, stal pracovním dnem. V březnu bylo konečně vyslyšeno volání po zdvojení velikonočních a vánočních svátků a 9. března 1939 vydala vláda nařízení, podle kterého se svátkem staly i velikonoční a svatodušní pondělí a druhý svátek vánoční.

### Druhá světová válka
Druhá republika však trvala jen krátce, zanikla po německé okupaci v březnu 1939, po které vznikl Protektorát Čechy a Morava. V září pak začala druhá světová válka. První československý státní svátek, 28. říjen, přestal být v protektorátu státním svátkem i památným dnem po novelizaci svátkového zákona nařízením protektorátní vlády z 18. září 1939. V průběhu války se pak postupně jednotlivé konkrétní sváteční dny prohlašovaly za dny pracovní (15. 8. 1940), případně byly překládány na nejbližší neděli (28. 9. 1940, 1. 11. 1940). Načež se v prosinci 1940 některé svátky zrušily „po dobu nynější války“ zcela: Tří králů, Petra a Pavla, Nanebevzetí Panny Marie, Všech Svatých a Neposkvrněného Početí Panny Marie. Avšak i poté se v letech 1941 a 1942 červencové památné dny (a jejich církevní oslavy) překládaly na nejbližší neděli, takže v září 1942 vláda nařídila, že se budou zbývající památné dny (5. a 6. červenec a 28. září) překládat na nejbližší neděli po celou dobu války.

### Po válce
S koncem války (de jure od 5. května 1945) se přestalo užívat všech válečných předpisů týkajících se úprav svátků (s výjimkou protektorátního nařízení o zdvojení velikonočních a vánočních svátků) a na základě Benešových dekretů a následných zákonů nadále nebyly součástí československého právního řádu.
S blížícím se výročím narození T. G. Masaryka se objevil názor, že by se z tohoto výročí (7. března) měl stát státní svátek. Na konci února 1946 předložila skupina poslankyň a poslanců vedená F. Zeminovou návrh zákona, kterým by se tak stalo, podotýkajíc, že „je tedy letošní jaro prvou příležitostí, abychom splatili společný dluh vděčnosti velikému geniu naší vlasti“ a s vírou, že „nebude snad v naší republice čestného člověka, který by se proti tomu postavil.“ Návrh zákona byl převzat jako společný návrh zástupců celé Národní fronty, která návrh předložila ke schválení, přičemž v důvodové zprávě se uvádělo, že „Význam osobnosti presidenta T. G. Masaryka zbavuje navrhovatele obvyklé povinnosti odůvodňovati návrhy“ a že Masaryk byl mužem, „jenž přerušil tři sta let trvající nesvobodu našeho národa.“ Na základě názoru ministerstva vnitra a ústavně-právního výboru, podle kterého „z důvodů vnitropolitických i zahraničně-politických, zejména mezinárodních zvyklostí a příčin technických, není možno počet státních svátků rozmnožovati“, byl však návrh pozměněn, aby se 7. březen nestal státním svátkem, ale památným dnem Československé republiky. Tento návrh zákona byl schvalován na schůzi 7. března 1946, přičemž tento zákon byl jediným bodem jejího programu; zasedací síň byla slavnostně vyzdobena a schůzi z lóže přihlížel prezident Edvard Beneš s manželkou. V úvodním slově schůze předseda Prozatímního Národního shromáždění Josef David vyzdvihl osobnost a zásluhy T. G. Masaryka a jeho proslov byl odměněn dlouhotrvajícím hlučným potleskem. I zpravodaj ústavně-právního výboru Jaroslav Řehulka T. G. Masaryka (a Edvarda Beneše) ve své řeči vychválil, přerušován hlučným potleskem, a vyjádřil přání, „kéž v novém právním řádu, jejž budujeme, zavládne Masarykem uplatňovaný ideál mravnosti, lidskosti a bratrství“. Návrh zákona byl bez další rozpravy či pozměňovacích návrhů přijat v prvním i druhém čtení a po podpisu prezidentem byl vyhlášen 26. března 1946 ve Sbírce zákonů a nařízení, čímž se počínaje rokem 1947 měl 7. březen jako „den narozenin presidenta-Osvoboditele T. G. Masaryka“ stát památným dnem.
Ještě před koncem roku 1946 byl projednán a schválen zcela nový zákon o úpravě svátkového práva, který obsahoval zejména jednotnou úpravu svátkového práva pro celé území republiky a sjednocení pracovně-právních aspektů pro všechny zaměstnance. Kromě toho ale také s ohledem na dvouletý hospodářský plán a poválečný stav hospodářství snížil reálný počet dní pracovního volna o tři. V nové úpravě opět ze seznamu svátků úplně vypadly velikonoční a svatodušní pondělí, svátkem se však stal Velký pátek (po úpravě návrhu zákona při projednávání ve výborech na základě požadavků Slovenska); z 28. října se stal jen památný den. Podle zákona ale i památné dny (kterých nyní bylo šest) měly být dnem pracovního volna. Teoreticky tedy mělo být ročně až sedmnáct dní pracovního volna kvůli svátkům a památným dnům. Zákon však zavedl „opatření jen přechodného rázu“, když stanovil, že „po dobu, kdy toho vyžadují hospodářské zájmy státu“ neplatí pro sedm svátků a památných dnů (jmenovitě pro svátky Tří králů, Velký pátek, Nanebevstoupení Páně, Sv. apoštolů Petra a Pavla, Neposkvrněného Početí Panny Marie, 7. března a 28. září) ustanovení o pracovním volnu. Tím se z předchozího stavu třinácti státem uznaných svátků (a pěti památných dní) stalo deset dní pracovního volna (šest svátků a čtyři památné dny). To, že se oslavy pěti církevních svátků, na které doposud připadaly dny pracovního volna, budou muset, byť „dočasně“, odkládat na nejbližší neděli, při projednávání kritizovali poslanci za Demokratickou stranu, Československou stranu lidovou a Stranu slobody.
Fakt, že podle nového zákona bylo velikonoční a svatodušní pondělí opět běžným pracovním dnem, se znovu, obdobně jako u zákona z roku 1925, ukázal být praktickým problémem. Proto v roce 1948 vznikla drobná novela, která velikonoční a svatodušní pondělí uznala za svátky, neboť podle důvodové zprávy bylo nutné „uvést právní stav v soulad se zavedenou praxí a se stavem faktickým“; při projednávání zmínil poslanec Vojanec, že „Oba tyto svátky však mají v našem národě hlubokou tradici církevní i všeobecnou a tak jsme byli svědky toho, že tyto dny prostě se nikde nepracovalo, čili tyto dny se staly svátky via facti.“ Rozšíření počtu dnů pracovního klidu by však podle předkladatelů bylo „v přímém rozporu s budovatelským úsilím“ a novela tak dva stávající svátky (Božího Těla a Nanebevzetí Panny Marie) přidala mezi svátky, které „dočasně“ nejsou dny pracovního klidu.
Zákon byl pak novelizován ještě jednou v roce 1949, neboť podle vlády Antonína Zápotockého způsobovaly svátky a památné dny vprostřed pracovního týdne přerušováním provozu značné hospodářské ztráty, načež vláda získala zákonné zmocnění stanovit usnesením pro jednotlivý rok přesun libovolného svátku či památného dne na náhradní volný den. Tuto pravomoc vláda často používala, ale v praxi se příliš neosvědčila, neboť kvůli zmatkům způsobeným i pozdním informováním veřejnosti se stávalo, že namísto jednoho dne pracovního volna se reálně nepracovalo ani v den původního svátku, ani v den náhradní.

### Lidově demokratická úprava
Úplně nový Zákon o státním svátku, o dnech pracovního klidu a o památných a významných dnech, který opustil stávající koncepci svátků a nahradil ji novou, „lidově demokratickou“, vznikl v roce 1951. Podle důvodové zprávy měl zákon „stanovit také v Československu — obdobně jako se to stalo v ostatních lidových demokraciích — státní svátek tak, jak to odpovídá cítění lidu a charakteru naší lidově demokratické republiky, pro jejíž vznik má rozhodující význam osvobození Československa Sovětským svazem.“ Jediným státním svátkem republiky československé byl jmenován 9. květen, výročí osvobození Československa Sovětskou armádou. („Státní svátky všech zemí připadají na výroční dny událostí důležitých pro vznik státu, resp. pro vznik jeho politicko-mocenské soustavy. […] Osvobození Československa Sovětskou armádou, které vyvrcholilo osvobozením Prahy dne 9. května 1945, má rozhodující význam pro vznik lidově demokratické republiky u nás. Proto se v nové zákonné úpravě prohlašuje za státní svátek Devátý květen. Také státní svátky všech lidově demokratických států ve střední a jihovýchodní Evropě připadají na výroční dny, kdy tyto země byly osvobozeny Sovětskou armádou.“) Dále pak bylo definováno šest dalších „ostatních dnů pracovního klidu“, kterými byly 1. leden (Nový rok), Pondělí velikonoční, 1. květen (Svátek práce), 28. říjen (Den znárodnění) a 25. a 26. prosinec (první a druhý svátek vánoční). Vedle toho byly definovány „významné dny“ 25. únor („den, v kterém v roce 1948 náš lid definitivně súčtoval s reakcí a jejími pokusy o mocenský zvrat v našem státě“), 29. srpna (Slovenské národní povstání; „kdy v roce 1944 slovenský národ se pokusil setřásti jho vlastního i německého fašismu“) a 7. listopad (Velká říjnová socialistická revoluce; „k jejímuž odkazu se také my hlásíme a víme, že nebýt jejího velkého světového vlivu a mobilisačního účinku, nebylo by došlo na sklonku prvé světové války k rozpadu Rakousko-uherské monarchie a k vytvoření samostatného Československého státu“) a „památné dny“ 5. července (slovanští věrozvěsti Cyril a Metoděj; „přinesli našemu národu pochodeň kultury z východu“) a 6. července (Mistr Jan Hus; „čímž se hrdě hlásíme k slavné kapitole našich dějin, k době husitství, kdy český národ stanul v čele tehdejších pokrokových duchovních proudů Evropy“).
Počet dnů pracovního klidu byl tak snížen z deseti na sedm. („Jak už bylo uvedeno, vyžadují budovatelské úkoly, před nimiž stojí náš pracující lid, aby počet dnů pracovního klidu byl upraven ve shodě s hospodářskými potřebami státu a aby bylo počítáno i s prodlouženými dovolenými, na něž mají všichni pracující zákonný nárok. Uvedený počet sedmi volných dnů v roce (mimo neděle) se kryje s úpravou v Sovětském svazu.“) Při projednávání k tomuto snížení podotkl poslanec Vácha, že „náš dělník a naši pracující nejsou tím nijak poškozeni. Naši pracující těší se nejdelším placeným dovoleným v celém světě.“
Bývalý státní svátek 28. října byl ponechán dnem pracovního klidu, byť již nadále nebyl státním svátkem („Česká a slovenská buržoasie poté, kdy uzmula pracujícím masám českého a slovenského lidu plody jeho boje za samostatnost a národní svébytnost, určila za státní svátek v Československé republice, napodobujíc francouzský vzor, 28. říjen, ten den, který si náš lid vybojoval, který mu tolik sliboval, ale nakonec po celém dlouhém období mezi dvěma světovými válkami tak málo dal.“); navíc již neoslavoval výročí vzniku republiky, ale jakožto Den znárodnění oficiálně připomínal výročí 28. října 1945, kdy bylo na manifestaci na Václavském náměstí ohlášeno znárodnění klíčových částí průmyslu, bank a pojišťoven na základě Benešových dekretů. („Tímto činem, umožněným historickým vítězstvím Sovětského svazu ve druhé světové válce a osvobozením naší vlasti Sovětskou armádou, se stala skutkem vůle lidu, prosazovaná v bojích trvajících po celá desetiletí. 28. říjen 1945 splnil tužby lidu a uskutečnil to, co po 28. říjnu 1918 vyrvala lidu buržoasie; v Československé republice se stal lid vládcem ve své vlasti a znárodněním učinil první rozhodný krok k socialismu.“) Zákon navíc umožňoval vládě pro jednotlivý rok přesunout den pracovního klidu připadající na 28. říjen na jiný den. (Oproti předchozí úpravě už tato možnost nadále neplatila pro ostatní volné dny.)

### Další změny do roku 1989
V květnu 1968 byl vyhláškou zaveden pětidenní pracovní týden a vedle nedělí se tak i soboty staly dnem všeobecného volna.
Po federalizaci Československa schválila Slovenská národní rada v roce 1969 zákon, kterým se 29. srpen jako výročí Slovenského národního povstání stal státním svátkem Slovenské socialistické republiky. Tento svátek na Slovensku platil až do roku 1975, kdy byl zákon zrušen.
V roce 1975 totiž vláda dospěla k závěru, že vzhledem k zavedení pětidenního pracovního týdne činí stávající počet dní pracovního klidu ekonomické obtíže („po zavedení zkrácené pracovní doby a pětidenního pracovního týdne se ukázalo, že na všech úsecích národního hospodářství nebyly vytvořeny potřebné předpoklady k zabezpečení tohoto významného opatření ve prospěch našich pracujících. […] Při napjatosti bilance v pracovních silách ve většině úseků národního hospodářství a s ohledem na náročné úkoly, které musí být zabezpečovány, kromě nejefektivnějšího a nejracionálnějšího využívání fondu pracovní doby je nezbytné hledat rezervy i v úpravě svátků v Československé socialistické republice.“). Zákonem byl proto zrušen 28. říjen jako den pracovního klidu a nadále se stal jen významným dnem („To vzhledem k časovému odstupu bude také nejlépe odpovídat současné etapě budování socialistické společnosti v ČSSR a Den znárodnění bude tím zařazen mezi ostatní významné dny našeho státu“), takže zůstalo šest dní pracovního klidu. Tento zákon také vypustil oficiální pojmenování významných dnů.
S blížícím se 70. výročím vzniku Československa v roce 1988 se ÚV KSČ rozhodlo povýšit 28. října na státní svátek jako „den vzniku samostatného československého státu“. Vláda návrh schválila 19. září a jelikož tou dobou Federální shromáždění nezasedalo, byla tato změna 21. září schválena formou zákonného opatření předsednictva Federálního shromáždění. Toto opatření pak bylo dodatečně schváleno Federálním shromážděním na schůzi 8. listopadu.

### Po listopadu 1989
Relativně brzy po sametové revoluci vznikly snahy upravit i svátkové právo v souladu s probíhajícím demokratizačním úsilím. V dubnu 1990 tak skupina poslanců navrhla novelu svátkového zákona, která měla z dosud památného dne 5. července učinit státní svátek, „den slovanských věrozvěstů Cyrila a Metoděje“, naopak 9. květen se měl ze státního svátku stát jen dnem pracovního klidu a být přejmenován na „den osvobození od fašismu“. Dále měly být zcela zrušeny významné dny 25. února a 7. listopadu (kritizované jako „oslava nastolení politického a mocenského monopolu jedné strany a devotního oslavování a uctívání státního svátku cizí mocnosti“); návrh úpravy byl chápán jako „první a nejnutnější“ s tím, že zásadní právní úpravu připraví zvláštní komise. Při projednávání tohoto návrhu ve výborech a na schůzi Federálního shromáždění se ale nahromadilo několik dalších návrhů změn: Poslanec Fišera navrhl, aby byl mezi dny pracovního volna zařazen Štědrý den, ústavněprávní výbory navrhly mezi významné dny zařadit 17. listopad, výbory Sněmovny lidu navrhly přidat 5. květen (den Pražského povstání), zmiňováno bylo i datum upálení Jana Palacha. Církev československá husitská prostřednictvím poslance Vébra navrhla, aby státním svátkem byl i 6. červenec jako „výročí mučednické smrti Mistra Jana Husa“ (s tím nesouhlasili zejména zástupci Slovenska). Také bylo navrženo svátek osvobození od fašismu slavit 8. namísto 9. května. Kvůli tomuto množství připomínek a chybějícímu stanovisku vlády (zejména s ohledem na ekonomické dopady zvýšení počtu dní pracovního klidu) bylo projednávání návrhu novely odloženo na další schůzi. Tam byla předložena upravená varianta návrhu, později bez dalších změn schválená. Novela tak mezi státní svátky zařadila 5. červenec („den slovanských věrozvěstů Cyrila a Metoděje“), Štědrý den učinila dnem pracovního volna, z významných dnů vypustila 25. únor a 7. listopad a přidala 5. květen a 17. listopad („den boje studentů za svobodu a demokracii“). Oproti původnímu návrhu zůstal státním svátkem 9. květen, pouze byl přejmenován na „den osvobození od fašismu“. Při projednávání návrhu ještě místopředseda federální vlády Josef Hromádka upozornil, že původně byl svátek Cyrila a Metoděje v českých zemích slaven v březnu a na 5. červenec ho přeložila katolická církev v 19. století jako protipól proti svátku mistra Jana Husa. Tehdejší poslanec Miloš Zeman navrhl slavit státní svátek 8. května namísto 9.; Oldřich Kužílek ve své souhlasné poznámce 9. květen označil jako den, kdy proběhl „první poválečný přesun vítězné armády do Prahy, kde již byl domluven klid zbraní“, návrh však neprošel a návrh zákona byl schválen.
Jen o několik dní později předložil v České národní radě poslanec Lesák návrh prohlásit den upálení mistra Jana Husa (6. červenec) státním svátkem České republiky (tj. nikoli státním svátkem celé federace). Tento návrh byl projednán v mimořádném spěchu a bez dodržení běžných lhůt, neboť se jednalo o poslední schůzi ČNR před volbami 8. června. Diskuse se vedla zejména o této problematické legislativní proceduře, se kterou souvisela i neexistence stanoviska vlády ohledně ekonomického dopadu dalšího dne pracovního klidu. Přesto byly návrhy ponechat schválení zákona na nově zvolené radě odmítnuty a zákon byl schválen.
V květnu 1991 se stal opět aktuální návrh přesunu státního svátku osvobození od fašismu z 9. na 8. května, když příslušný návrh novely zákona předložil Miloš Zeman; v důvodové zprávě argumentoval zejména tím, že k ukončení války v Evropě došlo kapitulací německých vojsk v Remeši, která byla podepsána 7. května a vstoupila v platnost následující den. V parlamentu byl návrh schválen po značné diskusi, ve které se jako protiargument objevovalo zejména to, že svátek 9. května již má v republice tradici, což je pro státní svátek zásadní. Vedle toho také poslanec Mlynárik připomněl, že spor o oslavu osvobození od fašismu probíhal již těsně po válce, kdy prezident Beneš navrhoval, aby svátkem byl 5. květen, den vypuknutí Pražského povstání. Po diskusi však byl Zemanův návrh zákona schválen a státní svátek „den osvobození od fašismu“ přeložen na 8. květen.